# Racconti dello sport
Racconti dello sport è una raccolta di diciassette racconti, più o meno brevi, a tema sportivo di alcune delle penne migliori dell'epoca, curata dallo scrittore Giuseppe Brunamontini e pubblicata nel 1972 dall'editore Mondadori.
- La pietra, il ragazzo, il vento, di Giovanni Arpino
- La rana nel canestro, di Giuseppe Bonura
- Avventura in Sicilia, di Gianni Brera
- Il mio avversario Dialma, di Carlo Brizzolara
- I cinquemila, di Giuseppe Brunamontini
- Il golf, di Dino Buzzati
- Il miracolo di San Pie' di Leone, di Achille Campanile
- Così finisce la gloria?, di Piero Chiara
- Il maestrale, di Luigi Compagnone
- La città sottomarina, di Massimo Grillandi
- Calci e pugni, di Luigi Malerba
- Pattini a rotelle, di Gianna Manzini
- Uno che sapeva soffrire, di Donato Martucci
- Composizione ghiacciata n. 2 per bambina solista, di Rossana Ombres
- La spada dei pupi, di Fortunato Pasqualino
- Per farsi sentire dai viaggiatori del treno, di Giovanni Passeri
- Ping pong e vecchie glorie, di Luigi Silori